# Manneville-la-Goupil
Pour les articles homonymes, voir Manneville et Goupil.
Manneville-la-Goupil est une commune française située dans le département de la Seine-Maritime en région Normandie.

## Géographie

### Description
Manneville-la-Goupil est une commune située  au cœur du pays de Caux limité par la côte d'Albâtre au nord-ouest et par la vallée de la Seine au sud.
Couvrant un triangle Le Havre - Caudebec-en-Caux - Dieppe, il est entrecoupé de vallées où coulent de petits fleuves côtiers. La particularité du pays de Caux est le « clos-masure » : les fermes regroupent l’habitation principale, les mares, les bâtiments agricoles et le verger ; elles sont entourées d’un talus surmonté d’une double rangée d'arbres, souvent des hêtres ou des ormes.
Manneville-la-Goupil jouit d'un climat tempéré sous influence océanique.
La gare de Virville - Manneville, située à proximité de la commune, est sur la ligne de Paris-Saint-Lazare au Havre.

### Communes limitrophes
|                             | Bornambusc           | Bréauté   |
| Saint-Sauveur-d'Émalleville | Manneville-la-Goupil |           |
| Graimbouville               | Virville             | Houquetot |

### Hydrographie
La commune est située dans le bassin Seine-Normandie. Elle n'est drainée par aucun cours d'eau,.

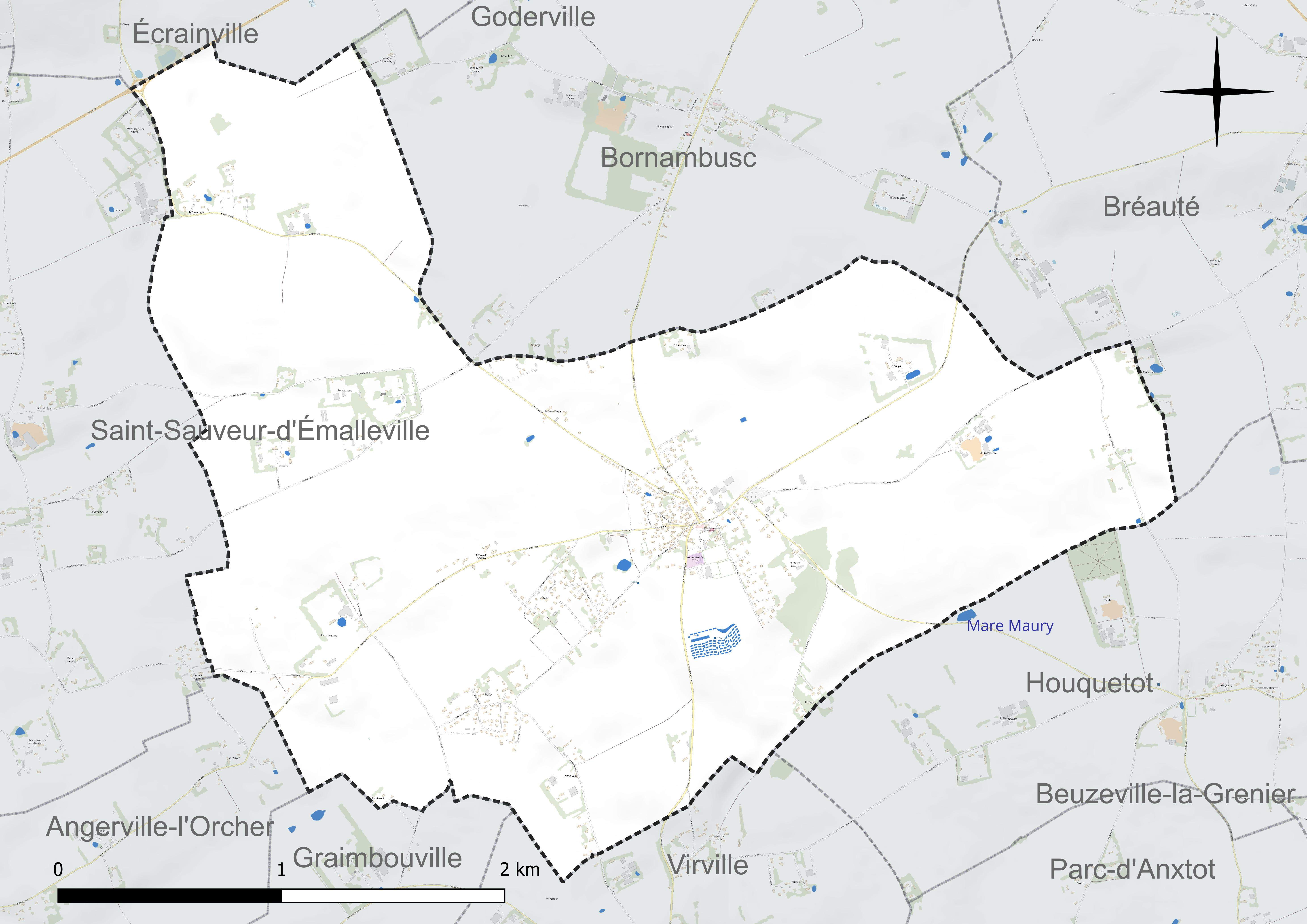
Réseau hydrographique de Manneville-la-Goupil.

### Climat
Pour des articles plus généraux, voir Climat de la Normandie et Climat de la Seine-Maritime.
En 2010, le climat de la commune est de type climat océanique franc, selon une étude du CNRS s'appuyant sur une série de données couvrant la période 1971-2000. En 2020, Météo-France publie une typologie des climats de la France métropolitaine dans laquelle la commune est exposée à un climat océanique et est dans la région climatique Côtes de la Manche orientale, caractérisée par un faible ensoleillement (1 550 h/an) ; forte humidité de l’air (plus de 20 h/jour avec humidité relative > 80 % en hiver), vents forts fréquents. Parallèlement le GIEC normand, un groupe régional d’experts sur le climat, différencie quant à lui, dans une étude de 2020, trois grands types de climats pour la région Normandie, nuancés à une échelle plus fine par les facteurs géographiques locaux. La commune est, selon ce zonage, exposée à un « climat maritime », correspondant au Pays de Caux, frais, humide et pluvieux, légèrement plus frais que dans le Cotentin.
Pour la période 1971-2000, la température annuelle moyenne est de 10 °C, avec une amplitude thermique annuelle de 13,5 °C. Le cumul annuel moyen de précipitations est de 985 mm, avec 13,6 jours de précipitations en janvier et 8,8 jours en juillet. Pour la période 1991-2020, la température moyenne annuelle observée sur la station météorologique la plus proche, située sur la commune de Octeville-sur-Mer à 18 km à vol d'oiseau, est de 11,5 °C et le cumul annuel moyen de précipitations est de 790,7 mm,. Pour l'avenir, les paramètres climatiques de la commune estimés pour 2050 selon différents scénarios d’émission de gaz à effet de serre sont consultables sur un site dédié publié par Météo-France en novembre 2022.

## Urbanisme

### Typologie
Au 1er janvier 2024, Manneville-la-Goupil est catégorisée commune rurale à habitat dispersé, selon la nouvelle grille communale de densité à sept niveaux définie par l'Insee en 2022.
Elle est située hors unité urbaine. Par ailleurs la commune fait partie de l'aire d'attraction du Havre, dont elle est une commune de la couronne,. Cette aire, qui regroupe 116 communes, est catégorisée dans les aires de 200 000 à moins de 700 000 habitants,.

### Occupation des sols
L'occupation des sols de la commune, telle qu'elle ressort de la base de données européenne d’occupation biophysique des sols Corine Land Cover (CLC), est marquée par l'importance des territoires agricoles (96,2 % en 2018), une proportion sensiblement équivalente à celle de 1990 (96,9 %). La répartition détaillée en 2018 est la suivante : 
terres arables (83,3 %), prairies (13 %), zones urbanisées (3,8 %). L'évolution de l’occupation des sols de la commune et de ses infrastructures peut être observée sur les différentes représentations cartographiques du territoire : la carte de Cassini (XVIIIe siècle), la carte d'état-major (1820-1866) et les cartes ou photos aériennes de l'IGN pour la période actuelle (1950 à aujourd'hui).

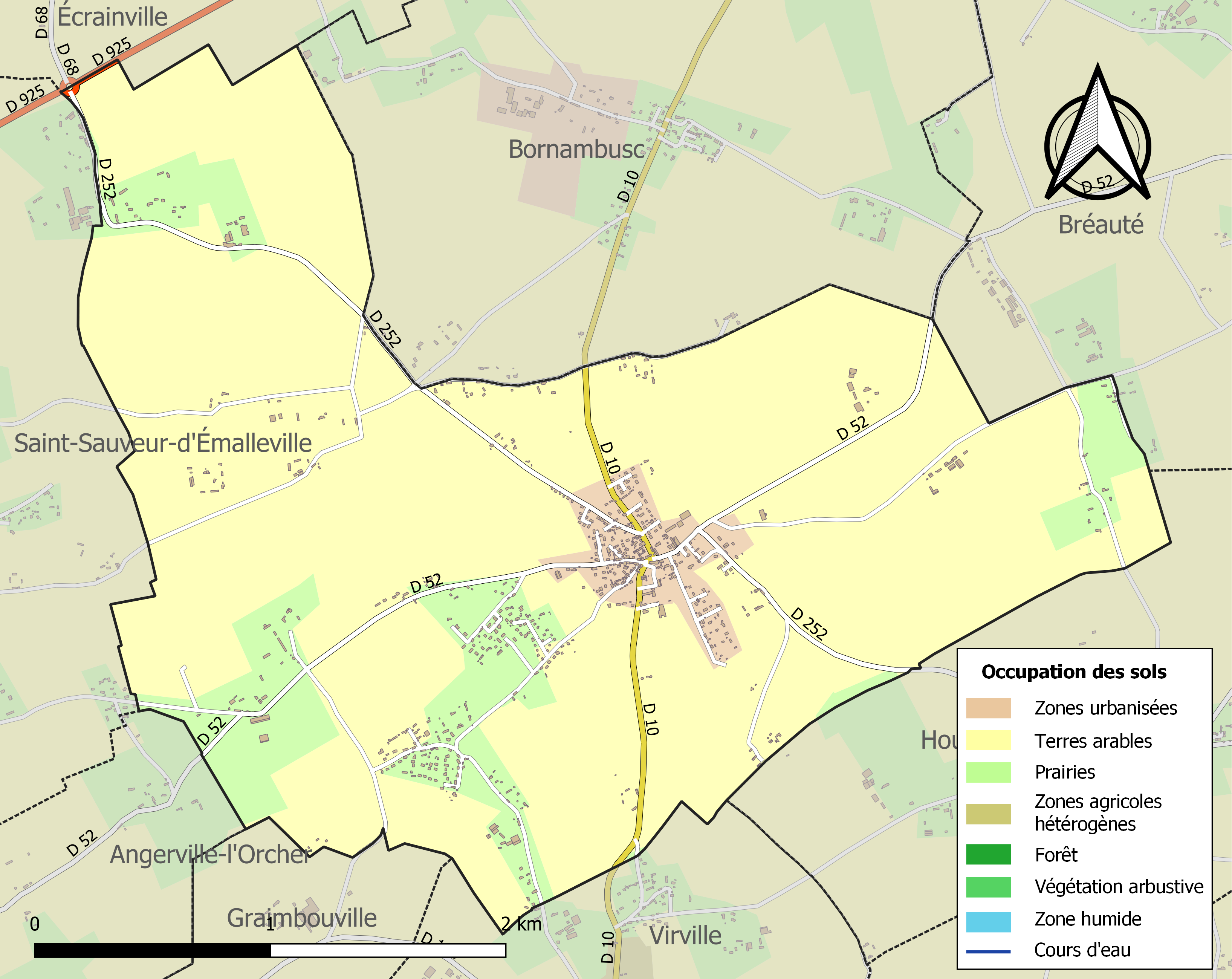
Carte des infrastructures et de l'occupation des sols de la commune en 2018 (CLC).

## Toponymie
Le nom de Manneville est attesté en 1133 sous la forme latinisée Magnevilla et signifie en ancien français « grand domaine, grand village ». En effet ma(n)ne issu du latin magnus grand, présente une survie tardive dans les toponymes médiévaux de ce type cf. Manéglise, puis sous la forme Magneville la Gopille en 1210. Le qualificatif rappelle qu’il s’agit plus tardivement du fief d'une famille Goupil.
Au cours de la Révolution française, la commune porte provisoirement le nom de Le Zèle-de-la-Patrie.

## Histoire
Un cimetière gallo-romain a été découvert au hameau du Chambray en avril 1858, contenant essentiellement des vases et des urnes funéraires.

## Politique et administration
| Période                                  | Période                    | Identité            | Étiquette | Qualité                                                                                       |
| ---------------------------------------- | -------------------------- | ------------------- | --------- | --------------------------------------------------------------------------------------------- |
| Les données manquantes sont à compléter. |                            |                     |           |                                                                                               |
| mars 1959                                | mars 1965                  | Henri Vincent       |           |                                                                                               |
| mars 1965                                | avril 1986                 | Frédéric Siegmund   |           | Résistant, président de la CAF 76 Chevalier de l'Ordre national du Mérite. Décédé en fonction |
| mai 1986                                 | juin 1995                  | Raymond Marais      |           |                                                                                               |
| juin 1995                                | juillet 2001               | Jean-Claude Lhostis |           |                                                                                               |
| aout 2001                                | avril 2004                 | Bernard Bellenger   |           |                                                                                               |
| mai 2004                                 | mars 2008                  | Jean-Paul Guerin    |           | Agriculteur                                                                                   |
| mars 2008                                | octobre 2017               | Joël Salaün         |           | Décédé en fonction                                                                            |
| février 2018,                            | mai 2020                   | Michèle Buffet      |           |                                                                                               |
| mai 2020                                 | En cours (au 10 août 2020) | Christian Solinas   |           | Représentant de commerce                                                                      |

## Population et société

### Démographie
L'évolution du nombre d'habitants est connue à travers les recensements de la population effectués dans la commune depuis 1793. Pour les communes de moins de 10 000 habitants, une enquête de recensement portant sur toute la population est réalisée tous les cinq ans, les populations de référence des années intermédiaires étant quant à elles estimées par interpolation ou extrapolation. Pour la commune, le premier recensement exhaustif entrant dans le cadre du nouveau dispositif a été réalisé en 2004.

En 2022, la commune comptait 1 045 habitants, en évolution de +3,06 % par rapport à 2016 (Seine-Maritime : +0,35 %, France hors Mayotte : +2,11 %).
| 1793 | 1800 | 1806 | 1821 | 1831 | 1836 | 1841 | 1846 | 1851 |
| ---- | ---- | ---- | ---- | ---- | ---- | ---- | ---- | ---- |
| 720  | 730  | 734  | 723  | 806  | 865  | 859  | 858  | 828  |

| 1856 | 1861 | 1866 | 1872 | 1876 | 1881 | 1886 | 1891 | 1896 |
| ---- | ---- | ---- | ---- | ---- | ---- | ---- | ---- | ---- |
| 810  | 864  | 830  | 789  | 824  | 766  | 746  | 748  | 702  |

| 1901 | 1906 | 1911 | 1921 | 1926 | 1931 | 1936 | 1946 | 1954 |
| ---- | ---- | ---- | ---- | ---- | ---- | ---- | ---- | ---- |
| 698  | 705  | 703  | 613  | 686  | 684  | 640  | 660  | 637  |

| 1962 | 1968 | 1975 | 1982 | 1990 | 1999 | 2004 | 2006 | 2009 |
| ---- | ---- | ---- | ---- | ---- | ---- | ---- | ---- | ---- |
| 616  | 596  | 583  | 567  | 809  | 932  | 978  | 972  | 998  |

| 2014  | 2019  | 2022  | - | - | - | - | - | - |
| ----- | ----- | ----- | - | - | - | - | - | - |
| 1 026 | 1 035 | 1 045 | - | - | - | - | - | - |

### Principaux équipements
- Agence postale
- Écoles maternelle et primaire  Eric-Tabarly  (SIVOS des 4 clochers = regroupement scolaire avec les communes de Bornambusc, Houquetot et Virville).
- Mairie

## Économie
- Bar / tabac / journaux
- Garage automobile
- Salon de coiffure
- Cabinet d'infirmière

## Culture locale et patrimoine

### Lieux et monuments
- Le manoir de Bourdemare datant de la fin du XVIe siècle, fait l'objet d'une inscription au titre des monuments historiques depuis le 10 décembre 2003[27]. Clos-masure
- L'église Notre-Dame-de-l'Assomption, chœur du XVIe et nef du XVIIe siècle.
- Le moulin de la Galette datant de la fin du XVIIe siècle.

### Personnalités liées à la commune
- Un seigneur de Manneville est cité parmi les participants à la bataille d’Hastings[17].
- Guillaume III d'Estouteville, curé de Manneville, devint évêque d'Evreux en 1374[17].

### Héraldique
| Armes de Manneville-la-Goupil | Les armes de la commune de Manneville-la-Goupil se blasonnent ainsi : d'or au chevron d'azur accompagné en chef de deux fleurs de lys de sinople et en pointe d'un lion de gueules, au chef aussi d'azur chargé d'une renard d'argent accosté de deux coquilles du même. |